# Tonatzin Corona
Tonatzin Corona est une corona, formation géologique en forme de couronne, située sur la planète Vénus par -53° S et 164° E. Elle est localisée dans le quadrangle d'Henie. Elle a été nommée en référence à Tonatzin, déesse aztèque de la Terre et de la naissance. 

## Géographie et géologie
Tonatzin Corona couvre une surface circulaire d'environ 400 km de diamètre. Cette formation fait partie des 59 coronae de plus de 400 km de diamètre sur la surface de Vénus.